# Terminalia cephalota
Terminalia cephalota är en tvåhjärtbladig växtart som beskrevs av G. Mcpherson. Terminalia cephalota ingår i släktet Terminalia och familjen Combretaceae. Inga underarter finns listade i Catalogue of Life.